# Карбівка (Гайсинський район)
Ка́рбівка — село в Україні, в Гайсинській міській громаді Гайсинського району Вінницької області. Розташоване на правому березі річки Соб (притока Південного Бугу) за 8 км на північ від міста Гайсин та за 2,7 км від автошляху Р33. Населення становить 1 146 осіб (станом на 1 січня 2015 р.).

## Історія
Польська енциклопедія згадує її так:
| Карбовка (Карбовці), урядове село, гайсинський повіт, над річкою Собом, на північ від міста Гайсина, ґміна Кисляк, мешканців 1259, домов 138, землі влостян 1377 дзесятін, парафія католицька до Куни, православна ма церков месцова, до кторей належе 1421 парафіян і 62 дзесятіни землі. Весь та належала до старостовства гайсинського; в часи люстрації каштеляна Гумецького в 1629 році посесором бул Ян Одрживольські і платіл з ней враз з Гайсином 332 злп.(польських злотих). За часов Станіслава Авґуста Карбовка враз з цялем старостовством надана на 50 лят (в 1789) Антоніму Ледоховському, з оплата кварти, а тен устапіл Станіславу Щенсному Потоцькому (1753-1805); після смерті його дотримував Ярослав Потоцький (1784-1838) [1]. В 1819 надана генералові Бенкендорфу з оплатою кварти у розмірі 3393 рублі. |
Від часів утворення Карбівка належала до Кисляцького староства.
Першим задокументованим старостою був Ян Одживольський (Jan Odrzywolski). У 1631 році він помер і Карбівка перейшла до його дружини Анни з Горая (Anna z Goraya).
Біля Карбівки, козацький полк Івана Богуна в грудні 1648 року завдав відчутної поразки шляхетським військам.
У 1661 Карбівку отримує Михайло Ханенко, уманський полковник.
У 1726 село надано за бойові заслуги Казимирові Богатку (Kazimierz I Jan Bogatko), проте вже через рік опиняється у власності сім'ї Дунін-Вонсовичів - "Уродзоному Вацлавові Дуніну-Вонсовичу за заслуги його як і отця його Збігнева.." (Zbigniew/Wacław/Antoni Dunin-Wąsowicz).
Далі у 1760 році на короткий термін Карбівка належить Петру Чечелю з Чечелівки (Piotr Sudymuntowicz Czeczel z Czeczelówki), старості Затьківському.
Відповідно до книги Антона Бюшинга, що написана на матеріалах перепису за 1775 рік, у Карбівці тоді налічувалось 27 димів , а селяни належали до категорії державних селян-данників (чиншовиків).
У 1789 Карбівка, як частина новоствореного Гайсинського староства, надається у оренду Антоніму Ледоховському на 50 років,  а він в той же рік здає староство, Карбівку відповідно теж, Станіславу Щенсному Потоцькому (Stanisław Szczęsny Potocki) в суборенду. Після смерті Станіслава Щенсного в 1805 році староством керував його син Ярослав.
Останнім власником був генерал армії Бенкендорф Олександр Христофорович (з 1819 року).
За даними сповідних розписів у 1820 році в Карбівці проживало 670 чоловік (328 чоловіків і 342 жінки), а вже у 1861 році - 1131 чоловік (557 чоловіків і 574 жінки).
7 (20) листопада 1917 року, відповідно до Третього Універсалу Української Центральної Ради, увійшло до складу Української Народної Республіки.
12 червня 2020 року, відповідно до розпорядження Кабінету Міністрів України № 707-р «Про визначення адміністративних центрів та затвердження територій територіальних громад Вінницької області», село увійшло до складу Гайсинської міської територіальної громади.
19 липня 2020 року, в результаті адміністративно-територіальної реформи та ліквідації Гайсинського району (1923—2020), село увійшло до складу новоутвореного Гайсинського району.

## Відомі люди
- Власюк Афанасій Іванович — український радянський діяч, тракторист Гайсинського районного виробничого об'єднання по агрохімічному обслуговуванню сільського господарства. Депутат Верховної Ради УРСР 11-го скликання.
- Волинець Ананій Гаврилович — один з керівників протибільшовицького збройного опору на Гайсинщині, командир 61-го і 13-го полків Армії УНР, командир Гайсинсько-Брацлавської бригади.
- Щегельський Антон Григорович (* 1951) — журналіст і письменник.

## Галерея

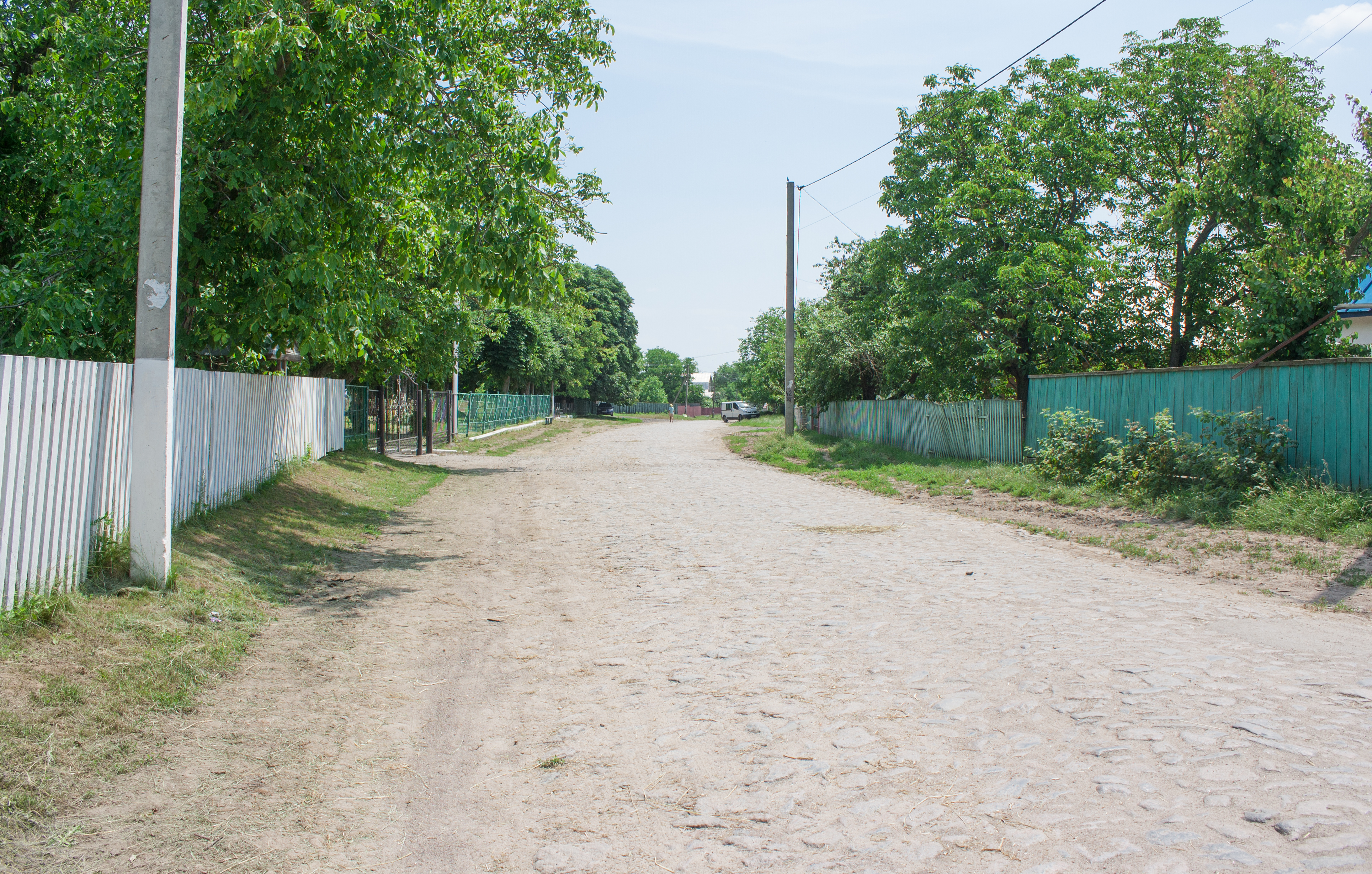
Вулиця Центральна
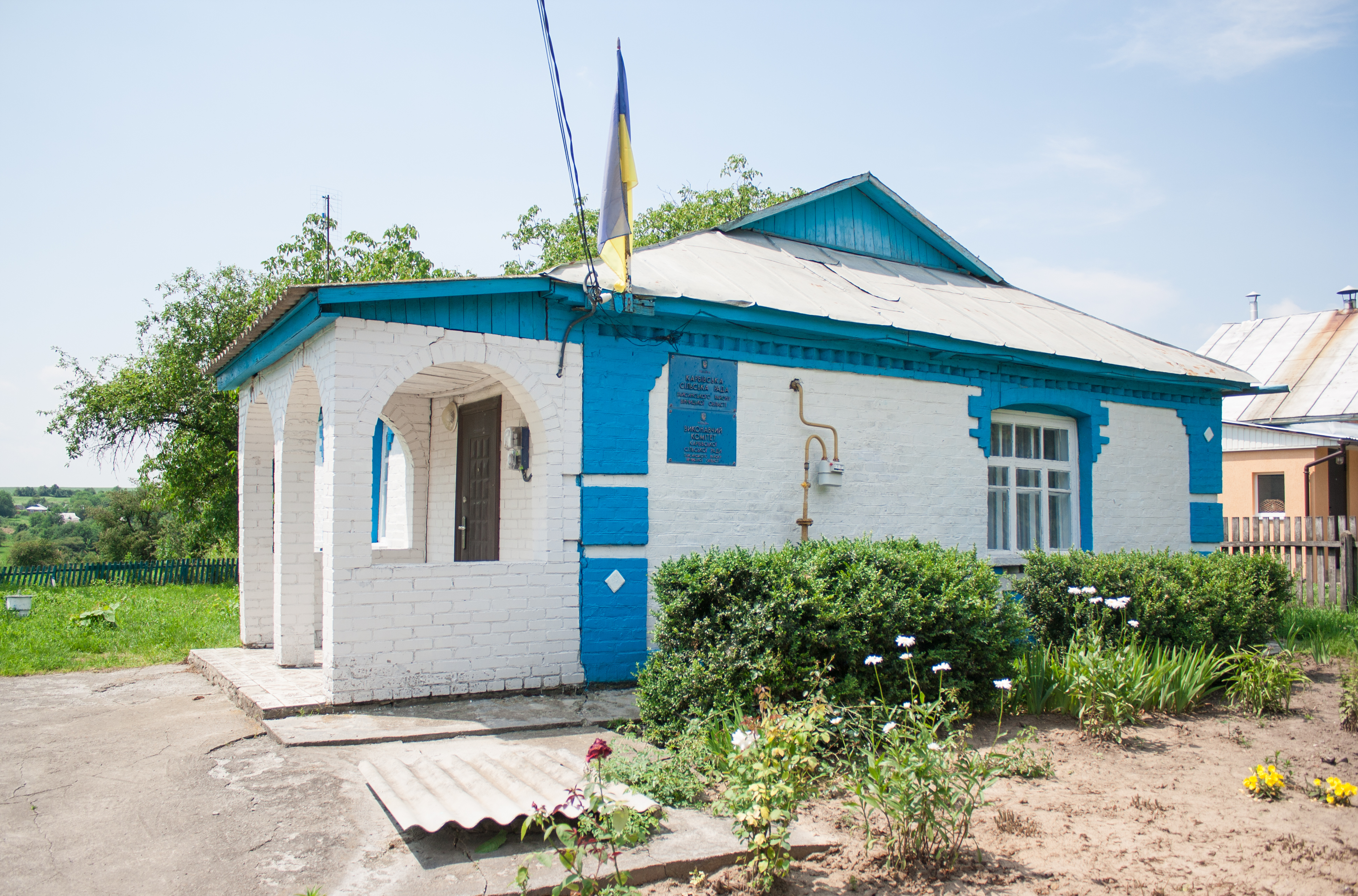
Сільська рада
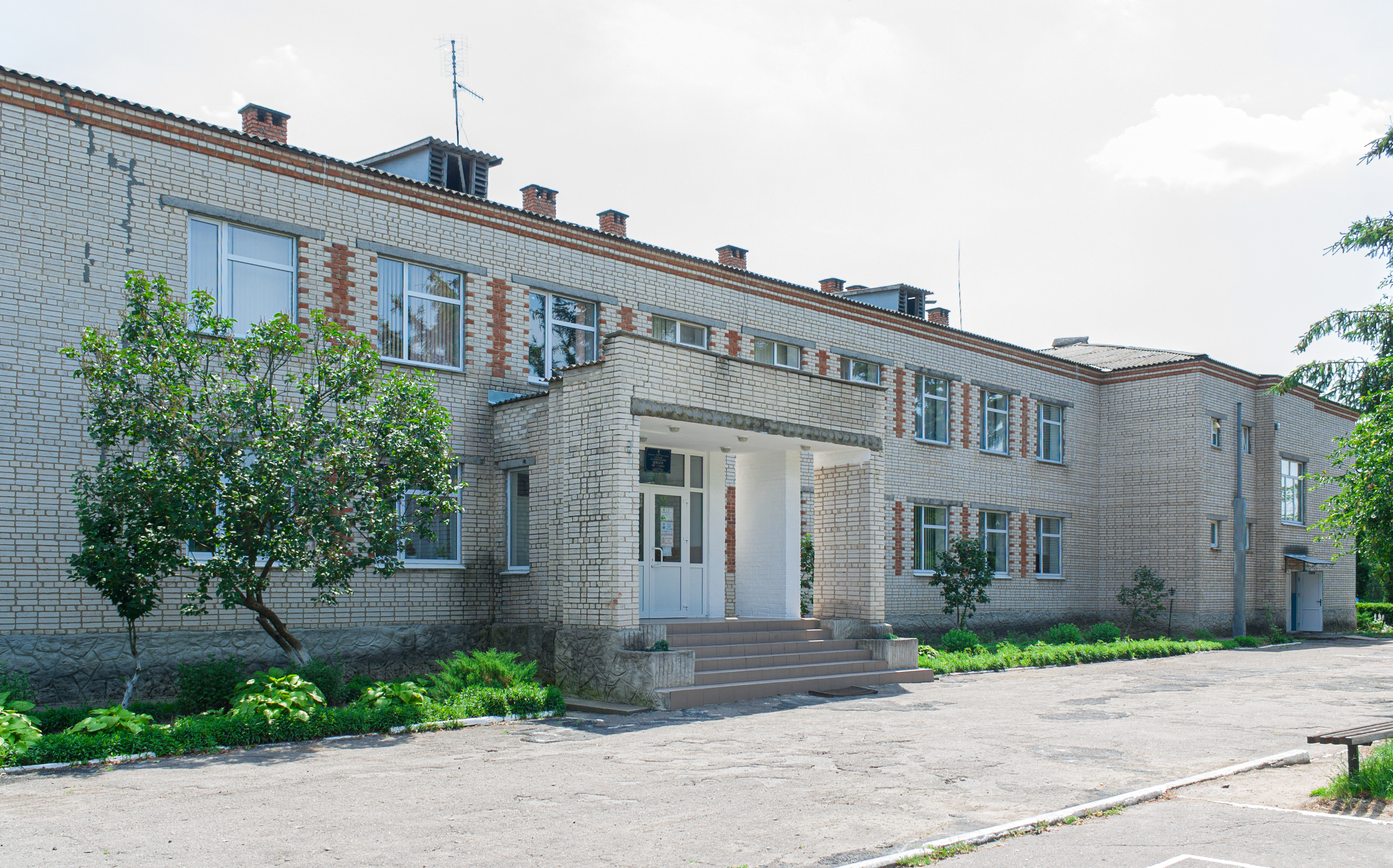
Школа
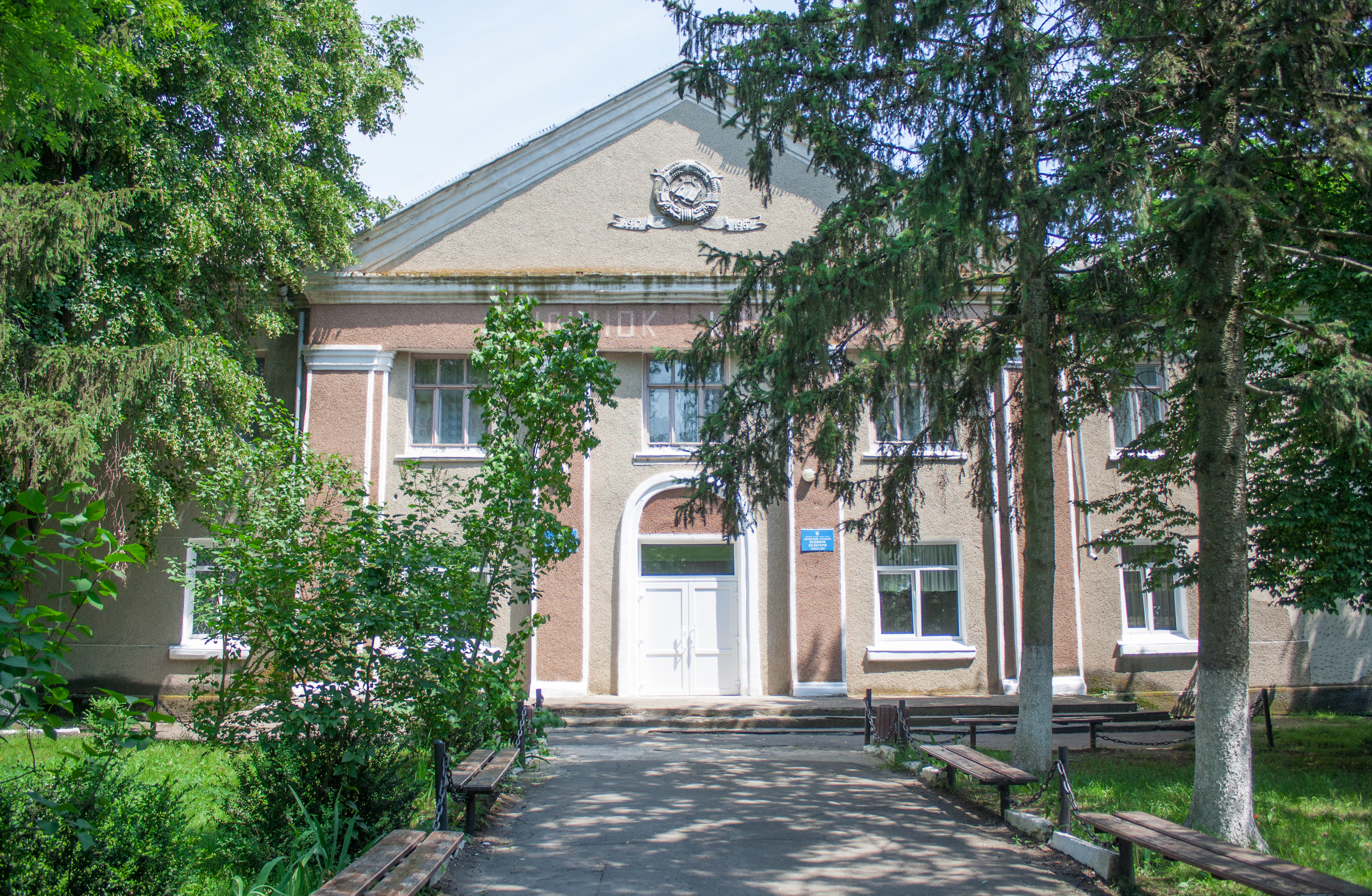
Будинок культури
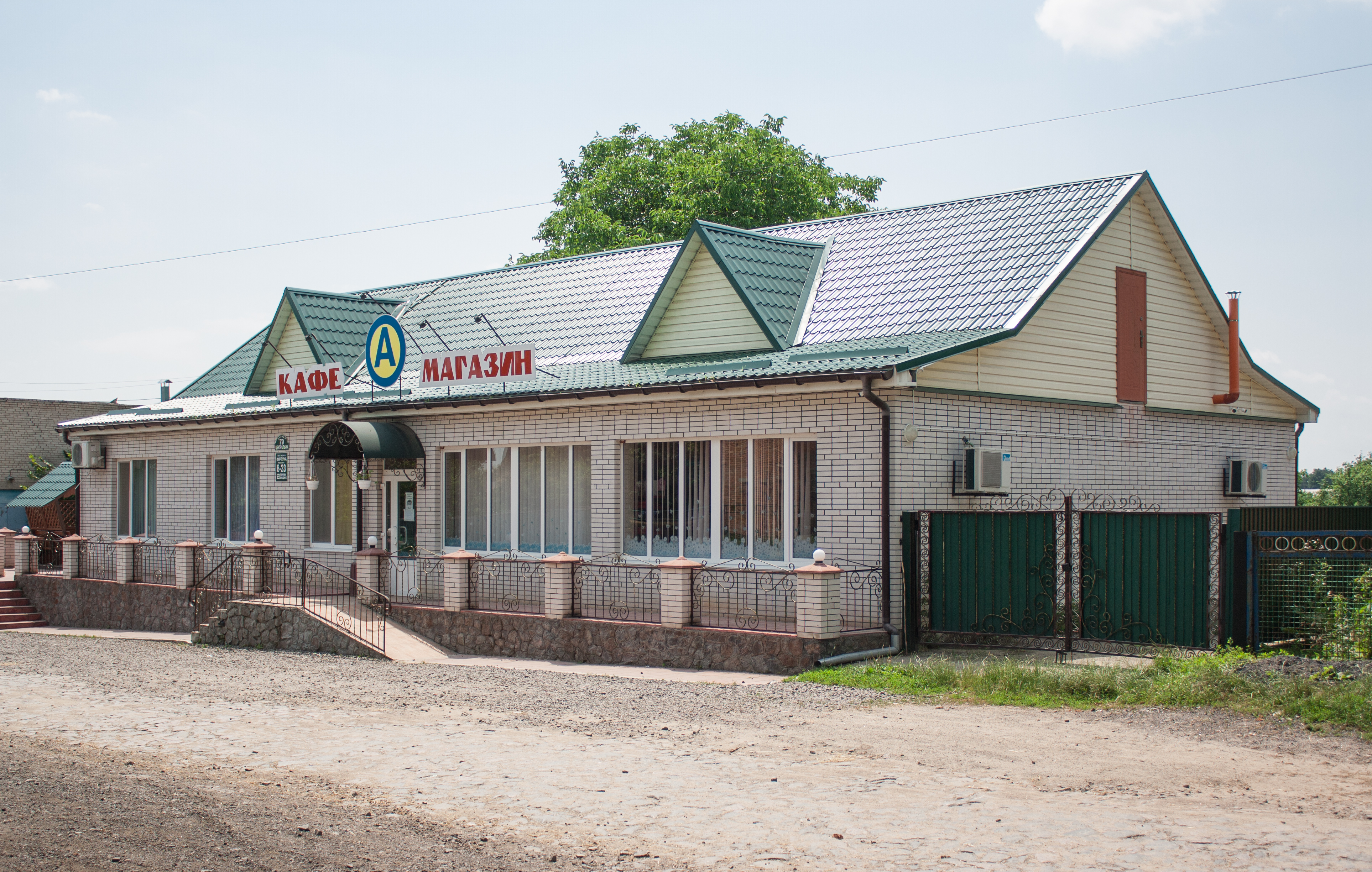
Магазин-кафе
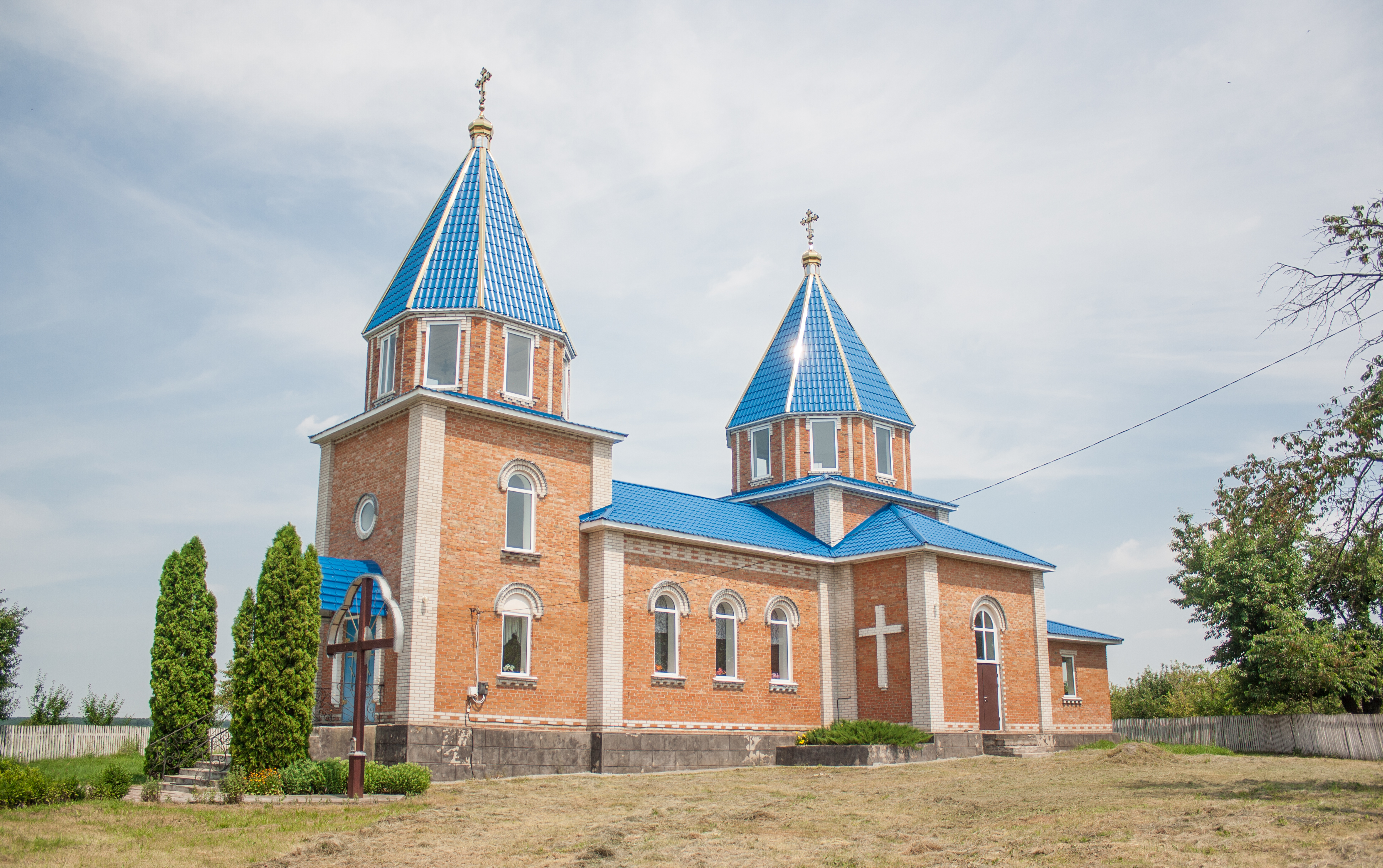
Церква
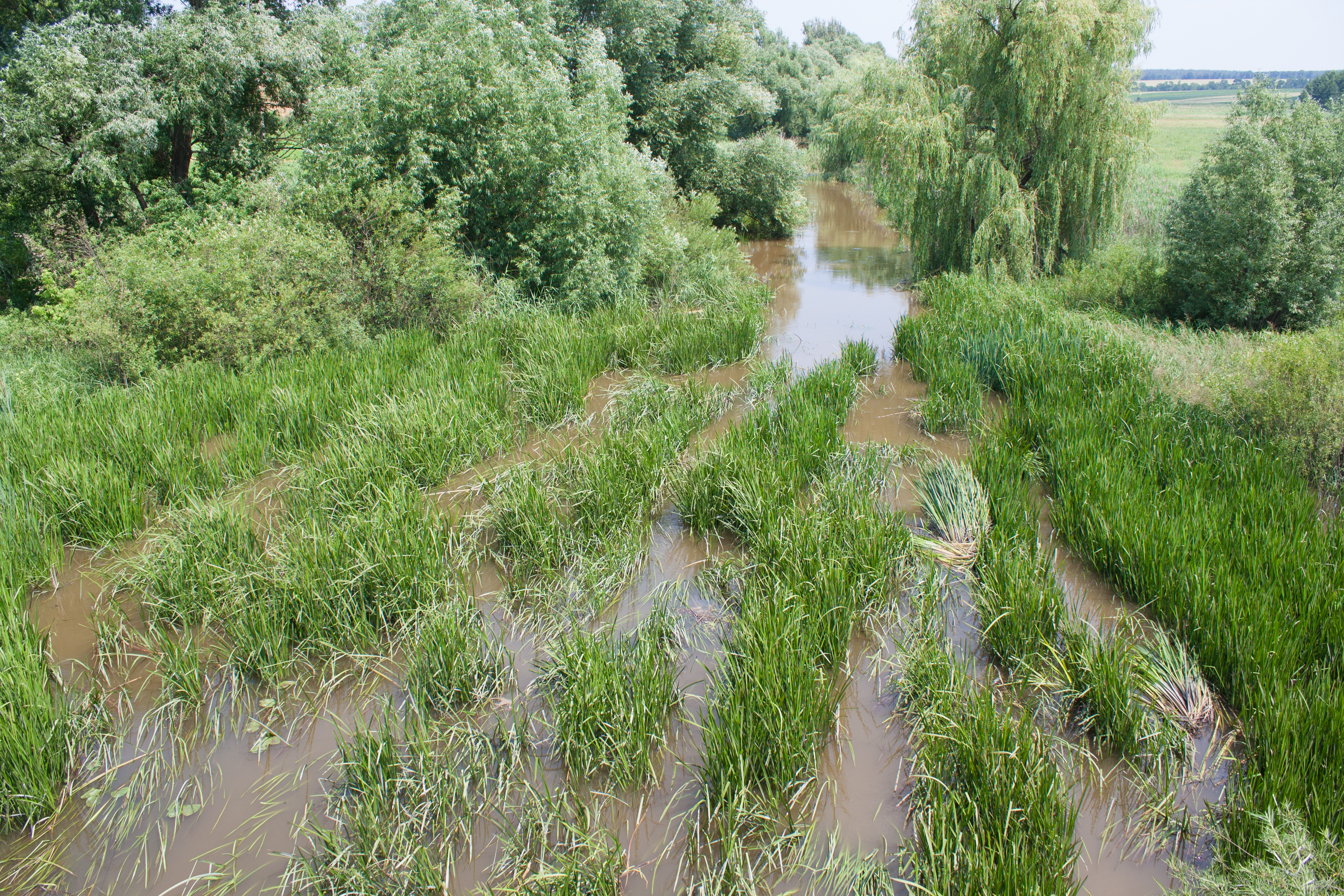
Річка Соб
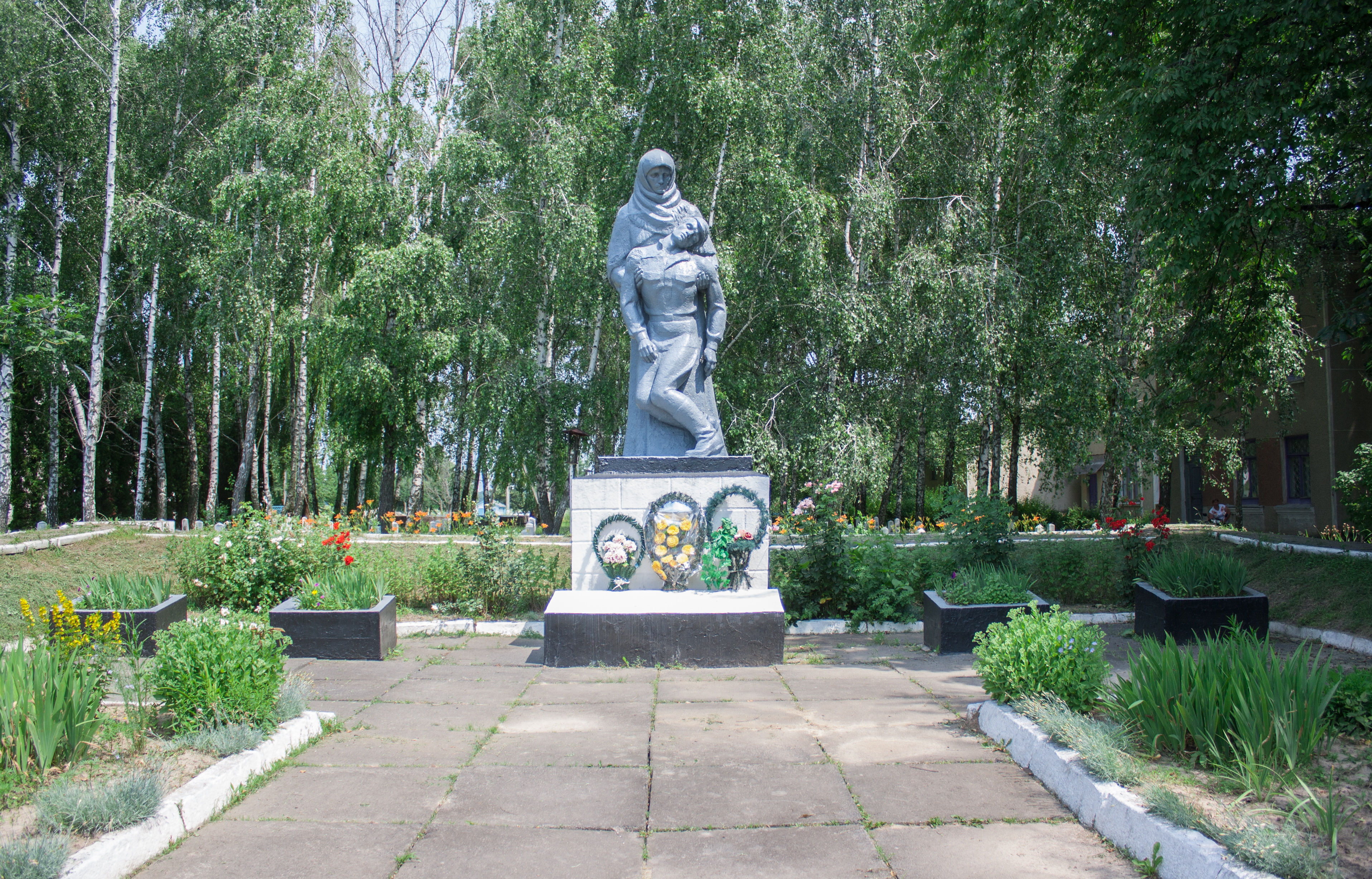
Пам'ятник воїнам-односельцям